# Turbonilla toyatani
Turbonilla toyatani är en snäckart som beskrevs av J. B. Henderson och Bartsch 1914. Turbonilla toyatani ingår i släktet Turbonilla och familjen Pyramidellidae. Inga underarter finns listade i Catalogue of Life.